# Chlorid bromný
Chlorid bromný je interhalogen s chemickým vzorcem BrCl. Jde o žlutou plynnou látku, lze jej připravit reakcí chloru s bromem, ale produkt vždy obsahuje zbytky výchozích látek.
Br2(g) + Cl2(g) → 2 BrCl(g)

## Využití
Chlorid bromný se používá při stanovení nízkých koncentrací rtuti, slouží ke kvantitativní oxidaci kovové rtuti na rtuťnatý ion.
Přídavek chloridu bromného do lithiových článků zvyšuje jejich napětí a energetickou hustotu.